# Jacques Schneider (Industrieller)

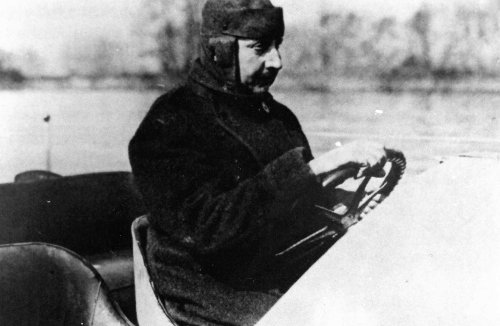
Jacques Schneider

Jacques Schneider (* 1879; † 1928) war ein französischer Industrieller, Ballonfahrer und Flugzeugenthusiast, der insbesondere durch die von ihm gestiftete Schneider-Trophy bekannt wurde.
Schneider war der Sohn eines Rüstungsfabrikanten. Für lange Zeit hielt er mit 10.081 m den Höhenrekord im Ballonfahren inne. Er begeisterte sich für den Motorflug, nachdem er im August 1908 Wilbur Wright bei einer Flugdemonstration der Gebrüder Wright in Le Mans kennengelernt hatte.
Als er wegen eines schweren Unfalls das Fliegen aufgeben musste, wurde er der beständige Unterstützer mehrerer Wettbewerbe. Am 5. Dezember 1912 schlug er im Aéroclub de France den „Coupe d’Aviation Maritime Jacques Schneider“, die Schneider-Trophy, vor, einen Wettbewerb für Wasserflugzeuge, der zur Unterstützung der technischen Entwicklung der Zivilluftfahrt dienen sollte. Die Flugzeuge sollten mindestens 150 Meilen fliegen. Der Siegespreis betrug 25.000 Goldfranc, weiterhin wurde ein Pokal im gleichen Wert verliehen. Das Land, das drei Wettbewerbe innerhalb von fünf Jahren für sich entscheiden konnte, sollte den Pokal behalten.
Der Wettbewerb wurde in den Jahren von 1913 bis 1931 – in dem England den Preis zum dritten Mal gewann – veranstaltet.